# Michael Gustaf Anckarsvärd

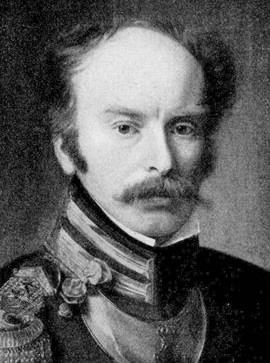
Mikael Gustaf Anckarsvärd (1792-1878). Oljemålning utförd av konstnären Olof Johan Södermark, 1830. Bystads herrgård (även Bysta).

Mikael Gustaf Anckarsvärd, född den 25 mars 1792 i Kalmar, död den 3 maj 1878 i Stockholm, var en svensk greve, kavalleriofficer, överstelöjtnant, tecknare, litograf och överintendent.

## Familjeförhållanden
Mikael Gustaf Anckarsvärd föddes 1792 i Kalmar som son till kommendanten och anjalamannen Mikael Anckarsvärd och hans hustru Ebba Karolina von Segebaden. Fadern stödde Gustav III vid statskuppen 1772 och adlades därför, före adlandet 1772 hette han Cosswa. Han var sjömilitär, civil ämbetsman och politiker och var född på Högfors bruk i Västmanland 1742 och död 1838 på Karlslunds gård i Örebro. Mikael Gustaf var näst yngste sonen och de två äldre bröderna var greve Carl Henrik Anckarsvärd (1782–1874), militär och politiker och till greve Johan August Anckarsvärd (1783–1874), militär, riksdagsman, vilka båda föddes på Sveaborg. I kriget 1788–1790 var fadern eskaderchef i arméns flotta, skärgårdsflottan, därefter var fadern var landshövding i Kalmar län 1790–1810 och blev generallöjtnant 1809. Anckarsvärd var ogift.

## Liv och verk

### De tidiga åren samt överstelöjtnant 1839
Redan tidigt började han studera vid Krigsskolan vid Karlbergs slott i Solna. 1808 utexaminerades Mikael Gustaf Anckarsvärd som fänrik från Krigsakademien på Karlbergs slott. Vid Adlersparrerevolutionens utbrott 1809, som ledde till Gustav IV Adolf avsättande, tjänstgjorde Anckarsvärd som fänrik i arméns värmländska fördelning, Västra arméfördelningen, såväl vid norska gränsen som i Stockholm. Ledaren för upproret vid statskuppen 1809 var överstelöjtnanten Georg Adlersparre. Med den Västra Arméns Värmländska fördelning tågade Georg Adlersparre mot Stockholm för att avsätta kungen. Som ung officer deltog Anckarsvärd i krigen 1813 och 1814. Med Svea livgardesregementet var han som löjtnant med på fälttågen i Tyskland och Norge åren 1813 och 1814. År 1817 blev han kapten och samma år blev han ordonnansofficer.
År 1829 blev han adjutant hos kung Karl XIV Johan och hade inom regementet avancerat till major och tio år senare, 1839, hade han avancerat till överstelöjtnant i armén, när han 1844 på egen begäran begärde avsked ur krigstjänsten.

### Konststudier
Mikael Gustaf Anckarsvärd blev omtalad som en energisk och skicklig militär, men hans egentliga intresse var konststudierna. Han började tidigt att ägna sig åt konststudier i teckning och måleri, huvudsakligen åt landskapsmålningen. Anckarsvärd idkade konststudier sedan 1814 och var då kamrat med skulptören Bengt Erland Fogelberg, konstnärerna Johan Gustaf Sandberg och Johan Fredrik von Breda i den ateljé för teckningsövningar som de och några flera hade upprättat. Bengt Erland Fogelberg ansågs tillsammans med Johan Gustaf Sandberg och Johan Fredrik von Breda vara ledare för en oppositionell riktning mot den officiellt härskande, en parallell till de romantiska och götiska strömningarna inom litteraturen. Oppositionen inskränkte sig huvudsakligen till intresse för götiska ämnen, medan formspråket fortfarande var det vedertagna klassicistiska. Åren 1814-1817 föreläste Per Henrik Ling i Stockholm öfver de norska myternas användande i skön konst på Götiska förbundet. På Götiska förbundets utställning 1818 deltog Bengt Erland Fogelberg bland annat med skisser till de tre kolossalstatyerna av de tre nordiska gudarna Oden, Tor och Frej. Johan Gustaf Sandberg var professor i teckning vid Konstakademien från 1828 och direktör vid akademien 1845-1853. Johan Fredrik von Breda var son till den kände konstnären, porträttmålaren Carl Fredric von Breda och bror till konstnären Adolph von Breda. 1815 övergick Johan Fredrik von Breda till den götiska oppositionen mot akademin, men hans produktivitet minskade kort därefter.
Mikael Gustaf Anckarsvärd deltog i "göternas" utställning 1818. På denna tid var han en intresserad dilettant och sina konstnärliga försök betraktade han som en rekreation från de "eländiga tjänstebefattningar" han måste "tråka sig igenom". I en aldrig offentliggjord dagbok var detta hans egna uttryck och där kan man även finna följande rader: "Ingen modellritning, ingen lärdom, blott något litet målande – vad är måla, då man ej kan teckna?"

### Studieresor till Paris, Florens och Rom
Under åren 1819-1822 gjorde han fleråriga studieresor i utlandet. År 1819 företog han en studieresa till Paris, där han arbetade på den franske konstnären Louis Hersents ateljé och därifrån reste han vidare i april 1820 i sällskap med den finländske konstnären Alexander Lauréus till Italien. Till en början stannade han i Florens och reste i december 1820 därifrån till Rom, som han fann vara "en smutsig och modern stad". I Rom umgicks han mest med konstnären Hjalmar Mörner, skulptören Bengt Erland Fogelberg och arkitekten Axel Nyström. Han uppges ha fått handledning i måleri av den schweizisk-franske målaren Louis Léopold Robert och den franske konstnären Jean-Victor Schnetz. För övrigt idkade han flitigt sällskapsliv. Efter återkomsten till Sverige på våren 1822 återvände han till garnisonslivet och hov- och societetslivet i Stockholm. Under den följande tiden målade han ett och annat litet landskap med staffage av bondfolk eller av boskap. Till Konstakademien lämnade han ett Landskap, med kreatur (1827) som receptionsstycke.

### Utgav två stora planschverk
Men av betydligt större konstnärligt värde blev de litografier som han utförde efter teckningar gjorda av honom själv och av hans bror Johan August Anckarsvärd samt av Carl Johan Fahlcrantz under gemensamma studieresor i olika delar av Sverige och Norge, däribland Gotland. Ett resultat av dessa resor blev två stora planschverk där han i båda fallen själv gjort gravyrerna. Det ena var Visby ruiner, Sveriges märkvärdigaste ruiner (1828–1829) illustrerat med hans egna litografier och det andra verket var Svenska och norska utsikter (1830-1837) av honom litograferade efter original av Carl Johan Fahlcrantz, brodern Johan August Anckarsvärd och honom själv.

### Ledamot av Konstakademien 1828
År 1828 blev Anckarsvärd ledamot i Konstakademien.

### Grundade Sveriges första konstförening 1832

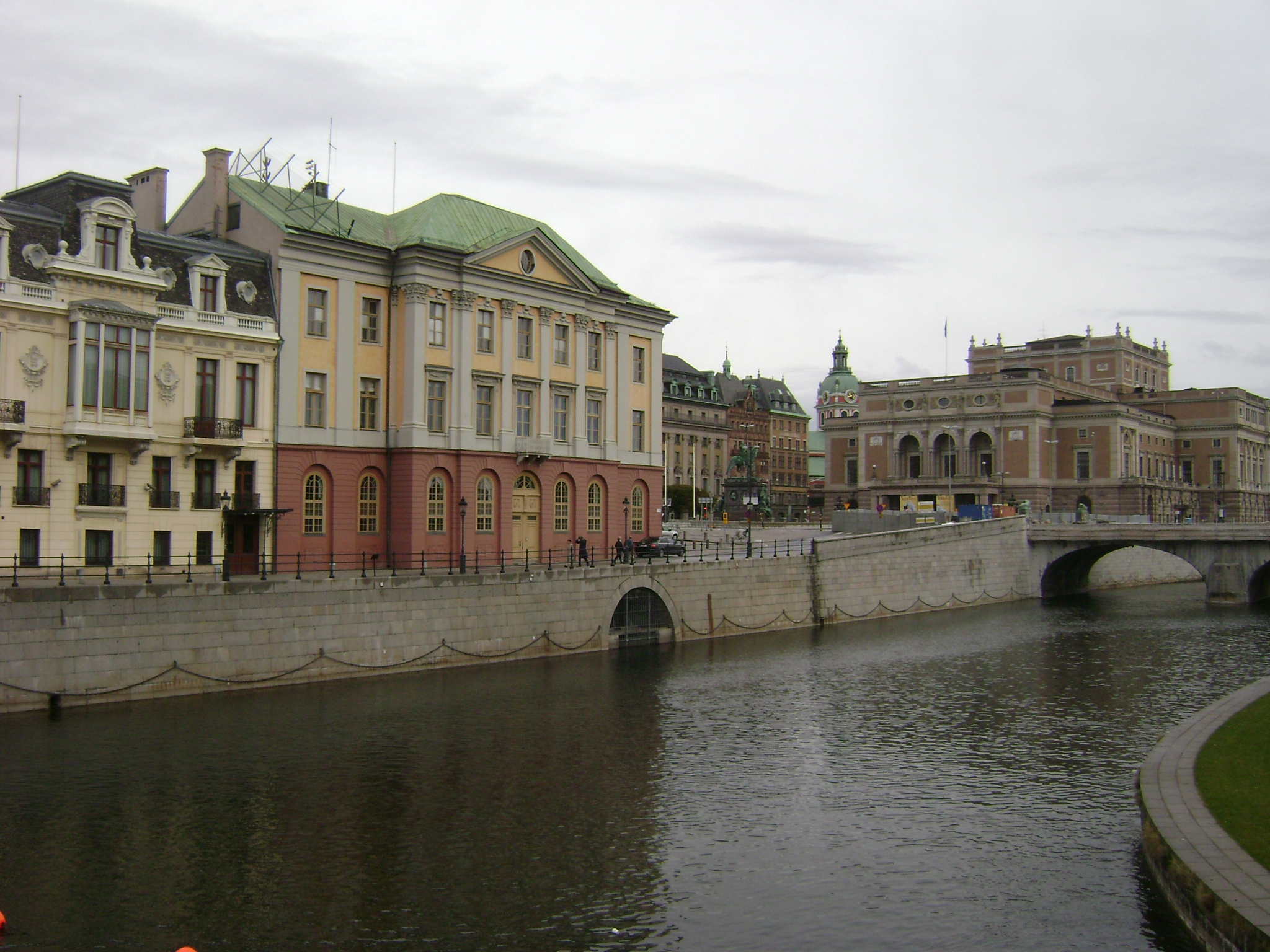
Åren 1832-1852 hade Stockholms konstförening sina första lokaler i Arvfurstens palats vid Gustav Adolfs torg i Stockholm. Kronprins Oscar ställde lokalerna till förfogande där.

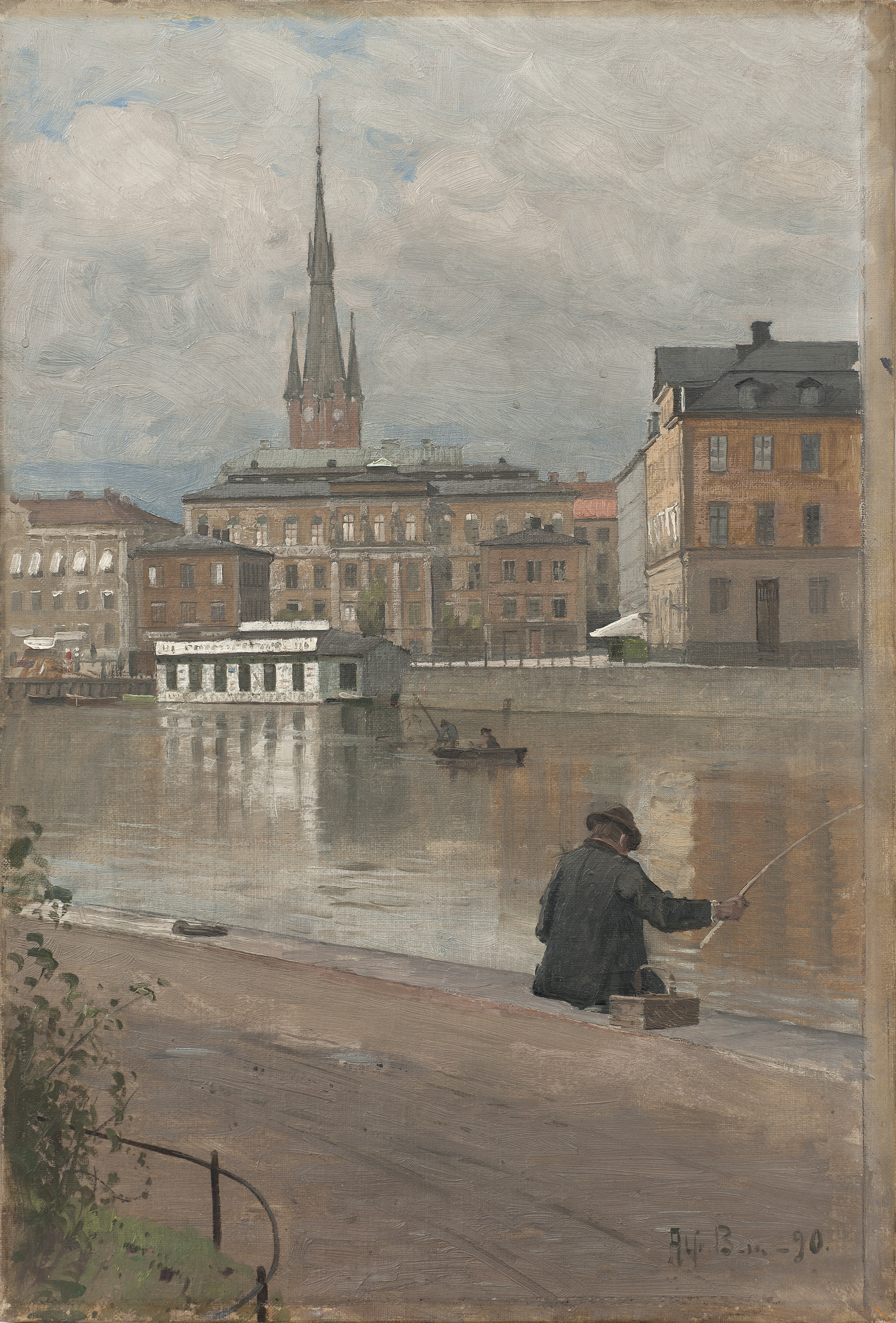
Utsikt över Konstakademien på en oljemålning av Alfred Bergström från 1890. Stockholms konstförening hade sina lokaler i Konstakademien åren 1852-1868.

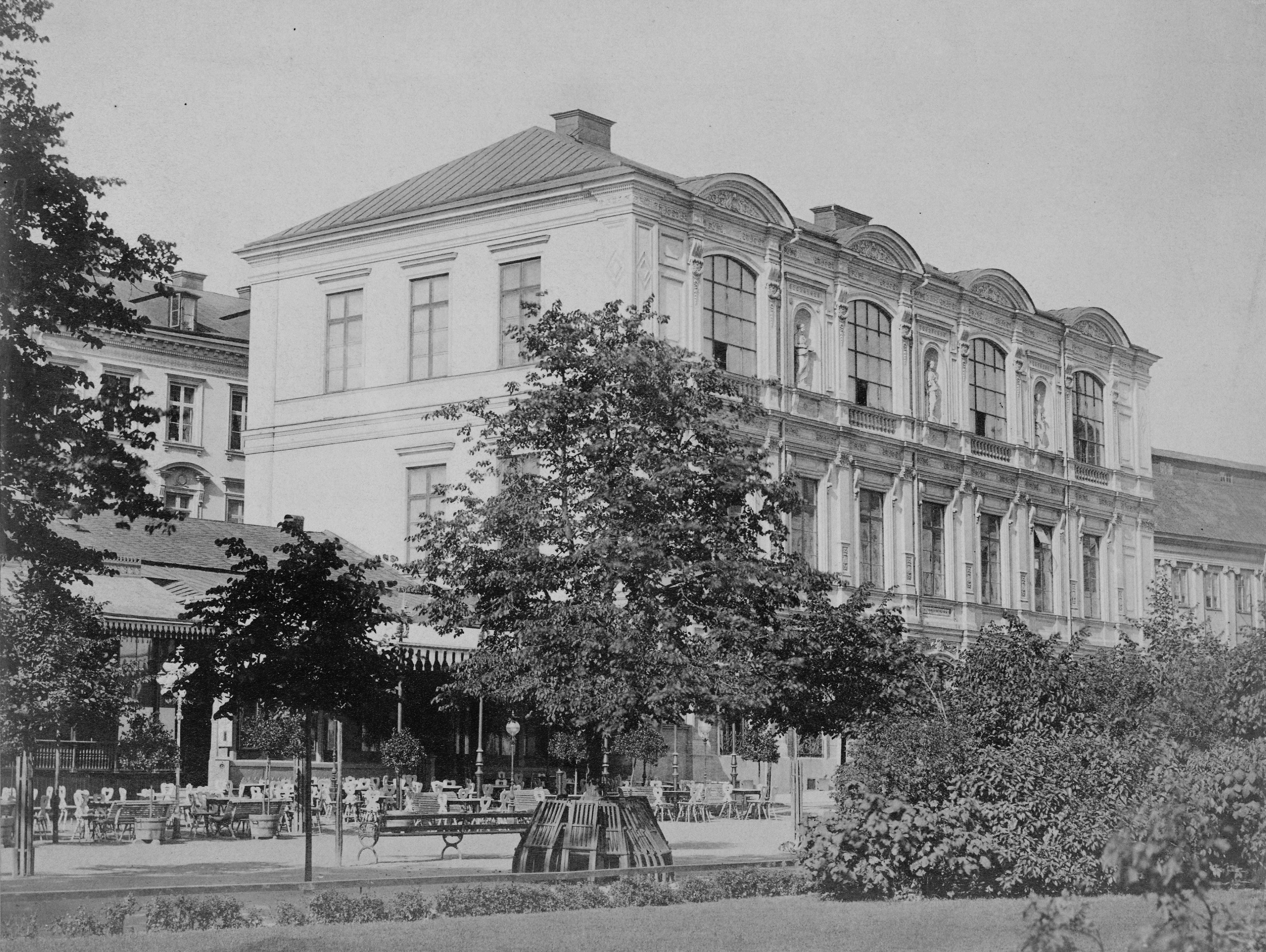
Ateljébyggnaden vid Kungsträdgården var Stockholms konstförenings lokaler åren 1868–1915. Konstföreningens utställningslokal låg en trappa upp och högst upp i huset fanns ateljéerna belysta av fyra stora stickbågiga ateljéfönster.
I bottenvåningen öppnade Theodor Blanch sitt berömda Blanchs café, där man anordnade aftonkonserter. Fotografi av ateljébyggnaden kring sekelskiftet 1900.

Mikael Gustaf Anckarsvärd var också en av dem, som 1832 bildade Stockholms konstförening. Tillsammans med Axel Gabriel Bielke och Per Axel Nyström den äldre grundade han Sveriges första konstförening, nuvarande Sveriges Allmänna Konstförening (SAK). Föreningen ville erbjuda ett alternativ till Akademiens stagnerade utställningsverksamhet. Föreningen Sveriges Allmänna Konstförening och är en ideell förening som syftar till att stödja svenskt konstliv. Föreningen har således sitt ursprung i Stockholms konstförening bildad 1832, och räknar därför det som året för sitt grundande. Från grundandet 1832 ända till 1852 hade föreningen en kostnadsfri lokal i Arvfurstens palats, där kronprins Oscar hade ställt lokaler till konstföreningens förfogande. Mellan 1852 och 1868 användes en lokal i Konstakademiens hus, för att man 1852 tvingades flytta dit och utrymmesbristen blev överhängande. Därför fattades 1864 beslutet om att uppföra en Atelierbyggnad, som skulle innehålla utställningslokaler för konstföreningen samt ateljéer för konstnärer. Den grågulputsade byggnaden med fasader i fransk nyrenässans stod färdig 1868 Stockholms konstförening flyttade till Ateljébyggnaden vid Kungsträdgården på hörnan av Västra Trädgårdsgatan vid nuvarande Kungsträdgården.
Stockholms konstförening grundades huvudsakligen genom greve Axel Gabriel Bielkes bemödanden. Axel Gabriel Bielke var en betydande konstsamlare och konstvän. Föreningen hade till syfte att upparbeta allmänhetens smak samt på samma gång hjälpa konstnärerna genom att skapa en avsättning för deras arbeten. Därför skulle föreningen anordna "sammanträden av konstälskande och bildade personer till öfverläggningar i alla artistiska ämnen", anordna utställningar med både yngre och äldre konst, och köpa verk av levande inhemska konstnärer för att lotta ut dessa bland föreningens medlemmar. Verksamhet inskränkte sig i praktiken huvudsakligen till inköp och utlottningen. Bielke blev hedersledamot av Konstakademien 1852 och var vice ordförande, preses, inom akademin från 1871 fram till sin död. Per Axel Nyström den äldre var länge verksam som sekreterare i föreningens styrelse och han hade en betydande andel i föreningens historiska utställningar. Åren 1838–1863 hade Per Axel Nyström den äldres en befattning som stadsarkitekt i Stockholms stad och han var sekreterare i Konstakademien fram till 1868. Mikael Gustaf Anckarsvärd var föreningens ordförande 1832–1848 och han efterträdde då Axel Gabriel Bielke, som var ordförande under endast ett halvt år i januari–juli 1832. Åren 1848-1856 var Baltzar von Platen ordförande och därefter följde Nils Gyldenstolpe åren 1856–1864, Gustaf Trolle-Bonde åren 1864–1877 och Fritz von Dardel åren 1877–1886.

### Medarbetare i Ulrik Thersners verk "Fordna och närvarande Sverige"
På 1820- och 1830-talen var Anckarsvärd framstående genom sina arbeten som han själv litograferade. Han litograferade Sveriges märkvärdiga ruiner (1828–1830) och Svenska och norska utsigter (1830–1837).
Militären och tecknaren Ulrik Thersner hade 1816 tecknat flera herrgårdar i Skåne. Som en slags efterbildning till Erik Dahlberghs verk Suecia antiqua et hodierna beslöt han att utge sina teckningar. Thersner påbörjade år 1817 utgivningen av sitt storartat anlagda utsiktsverk, ett praktverk, som han kallade Fordna och närvarande Sverige. Kartografen och grafikern Carl Fredrik Akrell graverade bilderna, som utfördes i akvatint, eller i "akvatintamanéret". Akvatintlavyr är en grafisk teknik som bygger på principen djuptryck och i likhet med etsningstekniken utnyttjar akvatintsyra. Carl Fredrik Akrell var skicklig som ritare och gravör vid mångfaldigandet av teckningarna. Hans kartor var för sin tid utmärkta liksom akvatintgravyrerna i Fordna och närvarande Sverige. Efterhand anslöt sig kartografen och gravören Wilhelm Maximilian Carpelan till utgivningen. Wilhelm Maximilian Carpelan verkade som gravör i akvatinta av vyer och utsikter. Han tjänstgjorde i fältmätningskåren, och han har också blivit känd som den som utförde den topografiska kartan över Sverige i skala 1:100 000. Han fick år 1826 i uppdrag att leda ett av ingenjörskårens graveringskontor och då införde han ett beteckningssystem, som man sedan använde under lång tid framöver. Skånedelen av verket Fordna och närvarande Sverige fullbordades år 1823, Östergötland påbörjades 1820 och Uppland och Södermanland påbörjades 1824–25. Det var Ulrik Thersner själv som skrev texten till bilderna i verket.
I Ulrik Thersners verk Fordna och närvarande Sverige, publicerad på 1830-talet ingår några litografier från Järfälla utförda av Mikael Gustaf Anckarsvärd på 1820-talet.
- Litografin som föreställer Görvälns gård, Järfälla, har i förgrunden ett motiv med betande kor på höjden och med Görvälnsviken nedanför, en segelbåt vid stranden till gårdsbacken syns och i bakgrunden från vänster syns norra flygeln, huvudbyggnaden, södra flygeln, norra paviljongen och södra paviljongen.
- Litografin med vy över Jakobsbergs gård, Järfälla, visar gården från öster. I förgrunden syns torpet Tallhammaren, som låg i närheten av Nibbleskolan. I bakgrunden till vänster syns kvarnen och till höger huvudbyggnaden till Jakobsbergs gård.

Några av Anckarsvärds litografier i planschverket
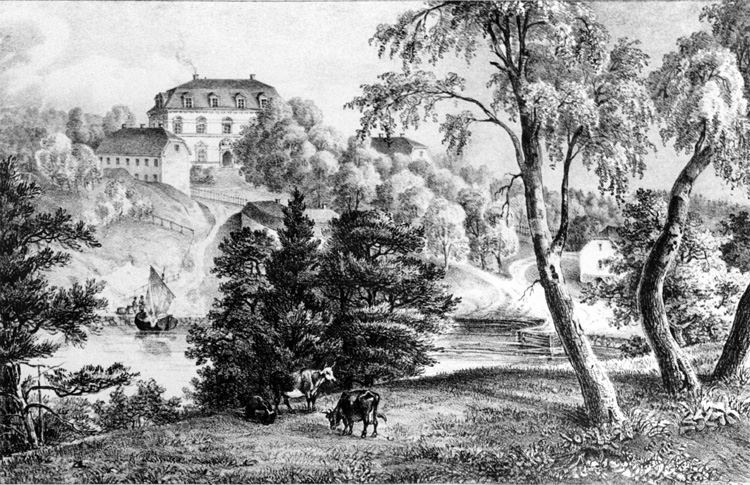
Görvälns gård på 1820-talet, publicerad på 1830-talet.
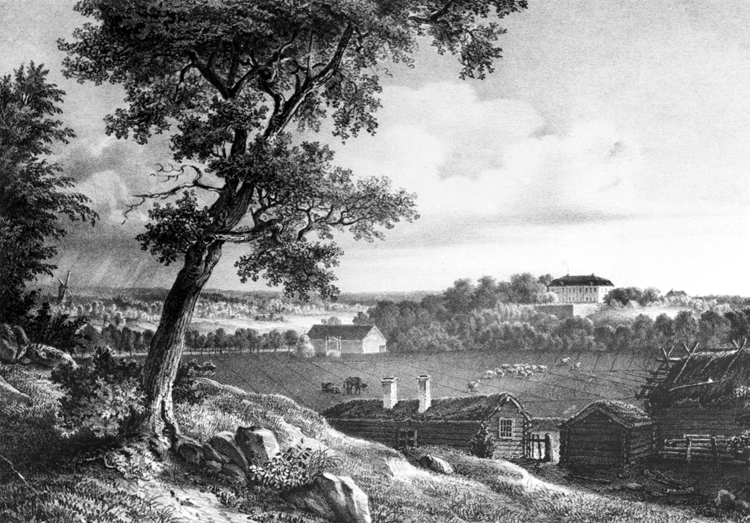
Jakobsbergs gård på 1820-talet, publicerad på 1830-talet.

Några av Anckarsvärds litografier och teckningar
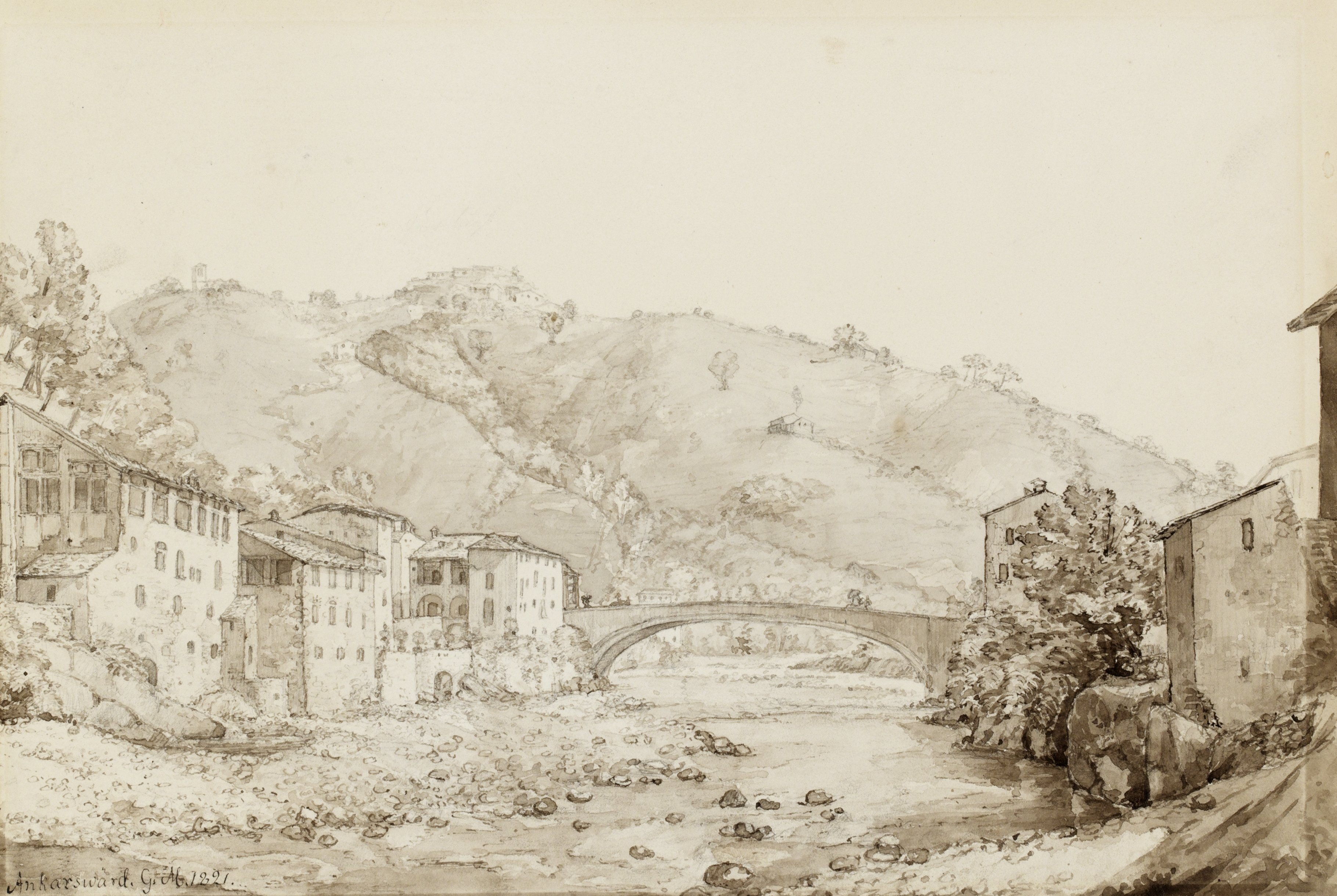
Vy över italiensk stad, tuschlavering 1821.
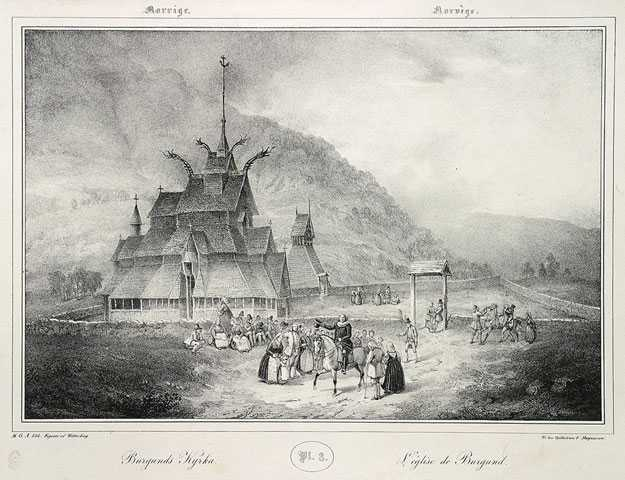
Borgunds stavkyrka, Borgund, Lærdals kommun i Norge, litografi 1830-1837.
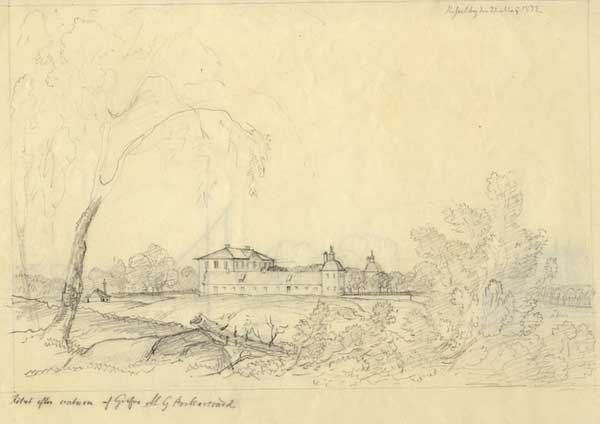
Hässelby slott, teckning 1832.
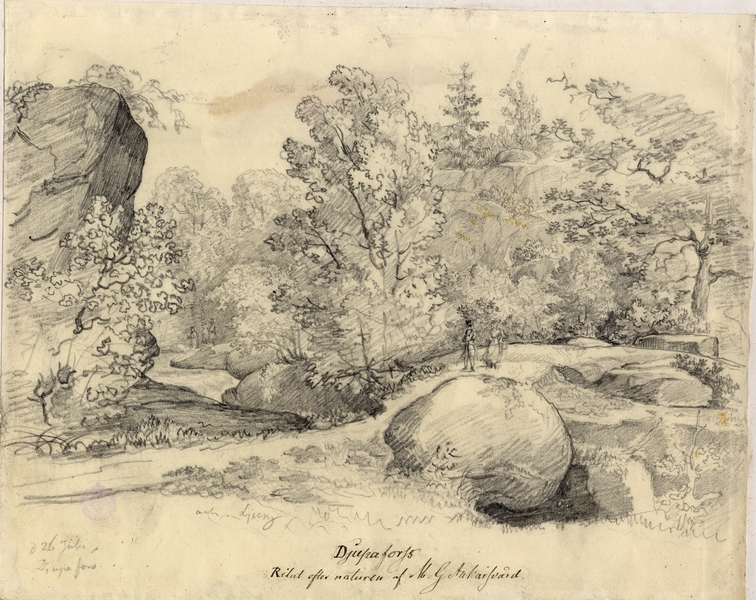
Djupafors, nära Ronneby, Blekinge, blyertsteckning. Uppsala universitetsbibliotek.
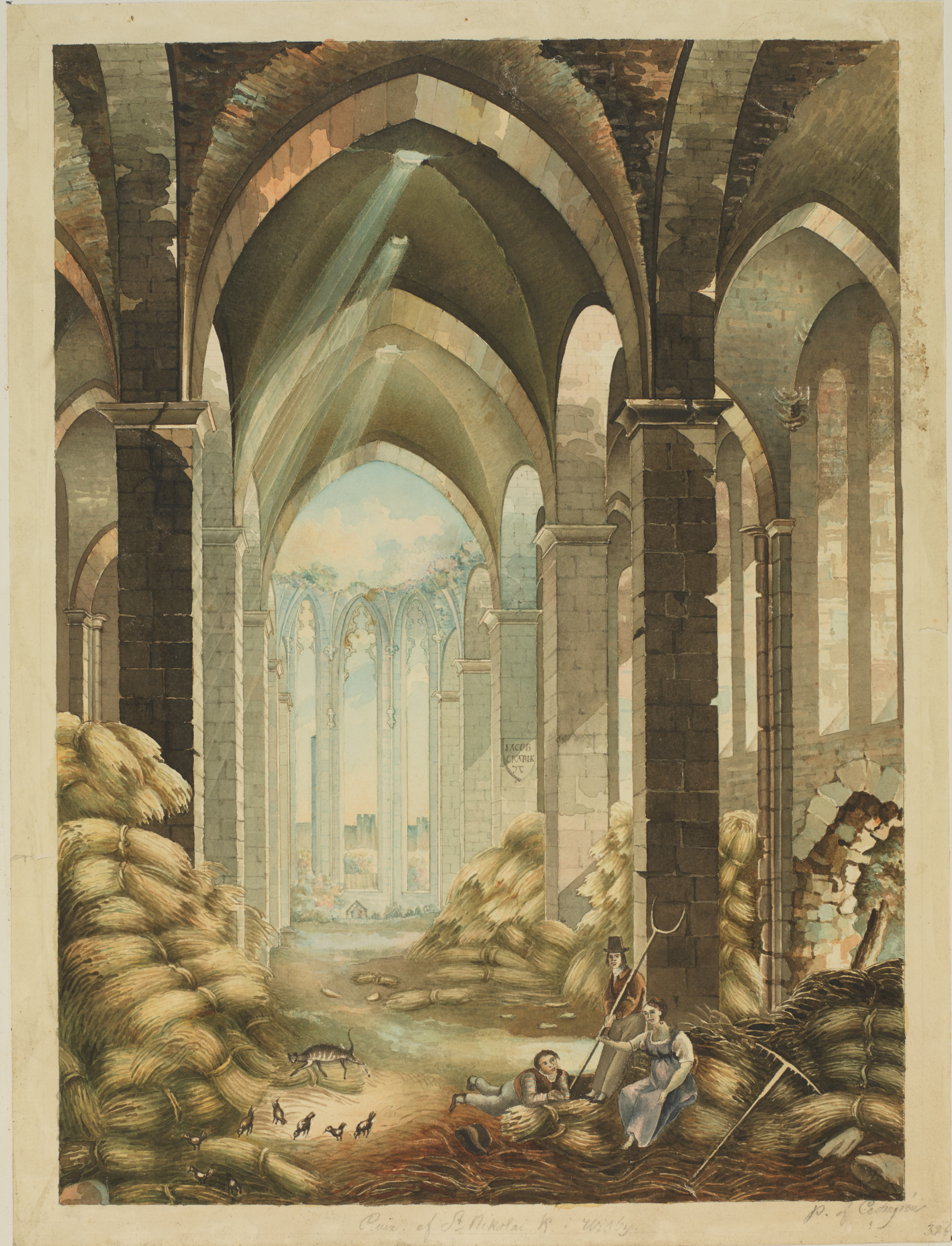
Sankt Nicolai kyrkoruin, Visby

## Anckarsvärd förestod planschverkets utgivande 1828–1843
Ulrik Thersner avled 1828 och efter hans död kunde hans änka med vänners hjälp fortsätta med det stora planschverket Fordna och närvarande Sverige. Michael Gustaf Anckarsvärd tog över utgivningen i litografi fram till 1843. Under den tiden kunde Anckarsvärd fortsätta med arbetet dels med Thersners efterlämnade teckningar som förlaga, dels genom att Anckarsvärd själv och andra bidrog med nya teckningar med en mängd utsikter. Anckarsvärds arbeten brukar i allmänhet anses överlägsna de av Thersner först utgivna. Från år 1843 övertogs arbetet av Ulrik Thersners dotter, Thora Thersner (1818–1867). Hon fortsatte utgivningen fram till sin död 1867. Thora Thersner litograferade själv sina teckningar, som brukar anses samvetsgranna, om än något torra och svaga. Under hennes tid fortsattes och avslutades bland annat delen om Närke (1838–55), liksom fyra andra delar dels fortsattes, dels påbörjades. Hela verket, som under åren 1817–1867 hade utkommit vid Thora Thersners död, omfattade 91 häften och innehöll 364 planscher med text. Planscherna var i akvatint och litografi från 12 olika landskap. Västergötland representerades av 36 vyer samt ett titelblad utgivna åren 1848–1865. Verket har utgivits i nytryck år 1946.

Några av Anckarsvärds medarbetare i planschverket
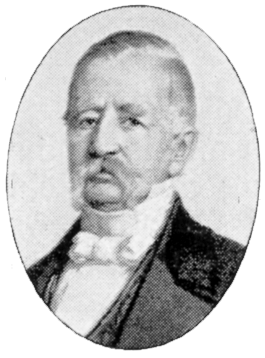
Carl Fredrik Akrell, kartograf och grafiker.
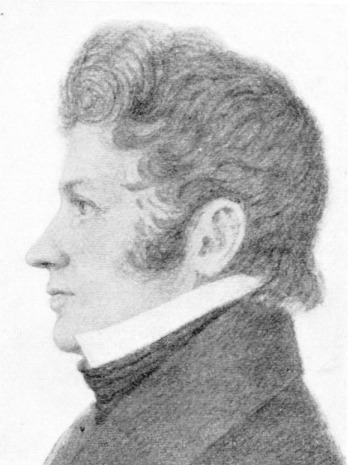
Wilhelm Maximilian Carpelan, kartograf och gravör.

## Anckarsvärd som överintendent

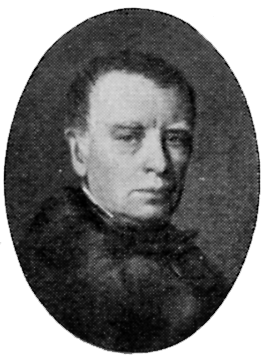
Mikael Gustaf Anckarsvärd i Svenskt Porträttgalleri.

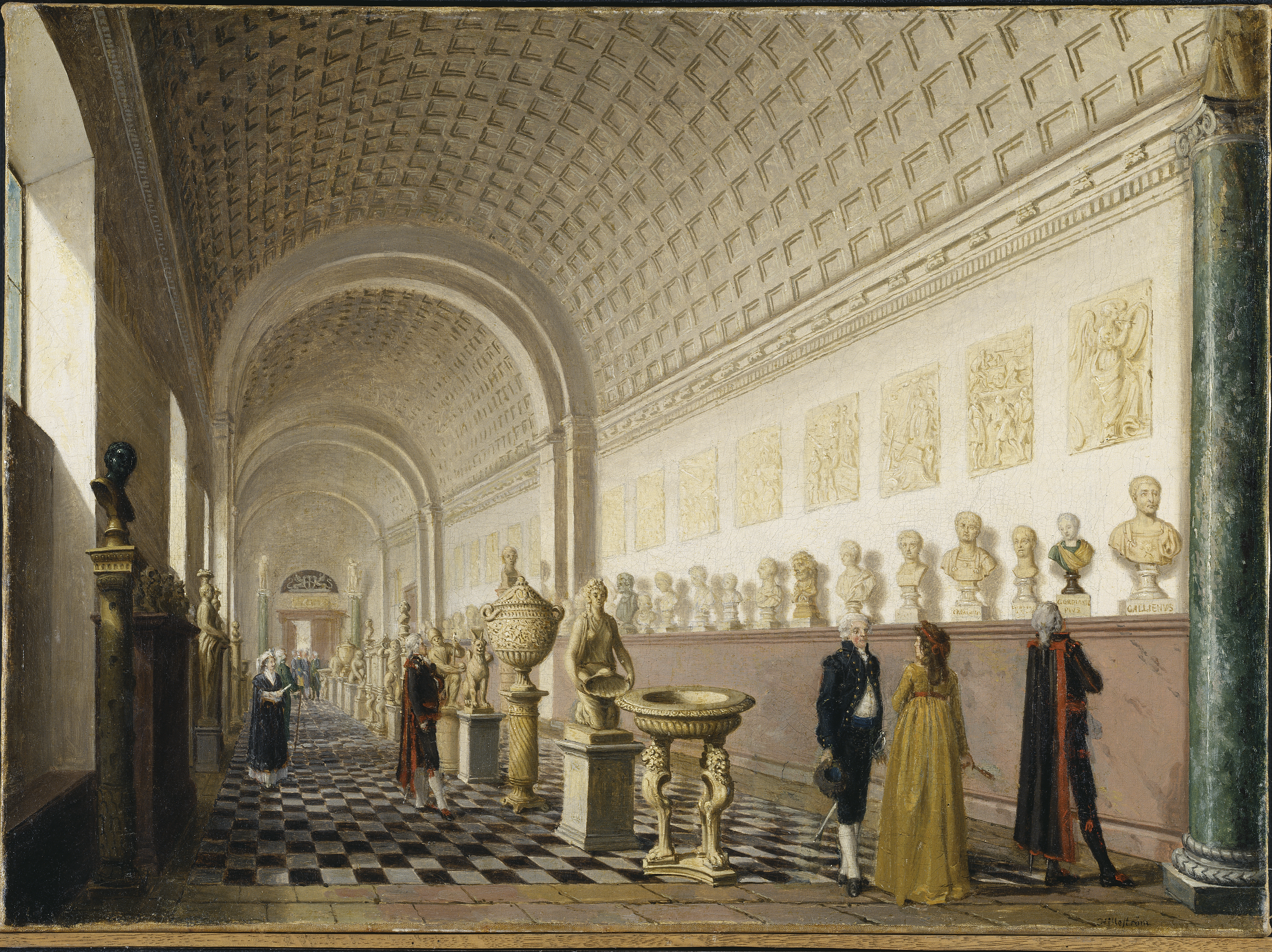
"Interiör från Kungl. Museum", målning av Pehr Hilleström från 1796, som föreställer det mindre galleriet i Gustav III:s antikmuseum. Nationalmuseum, Stockholm.

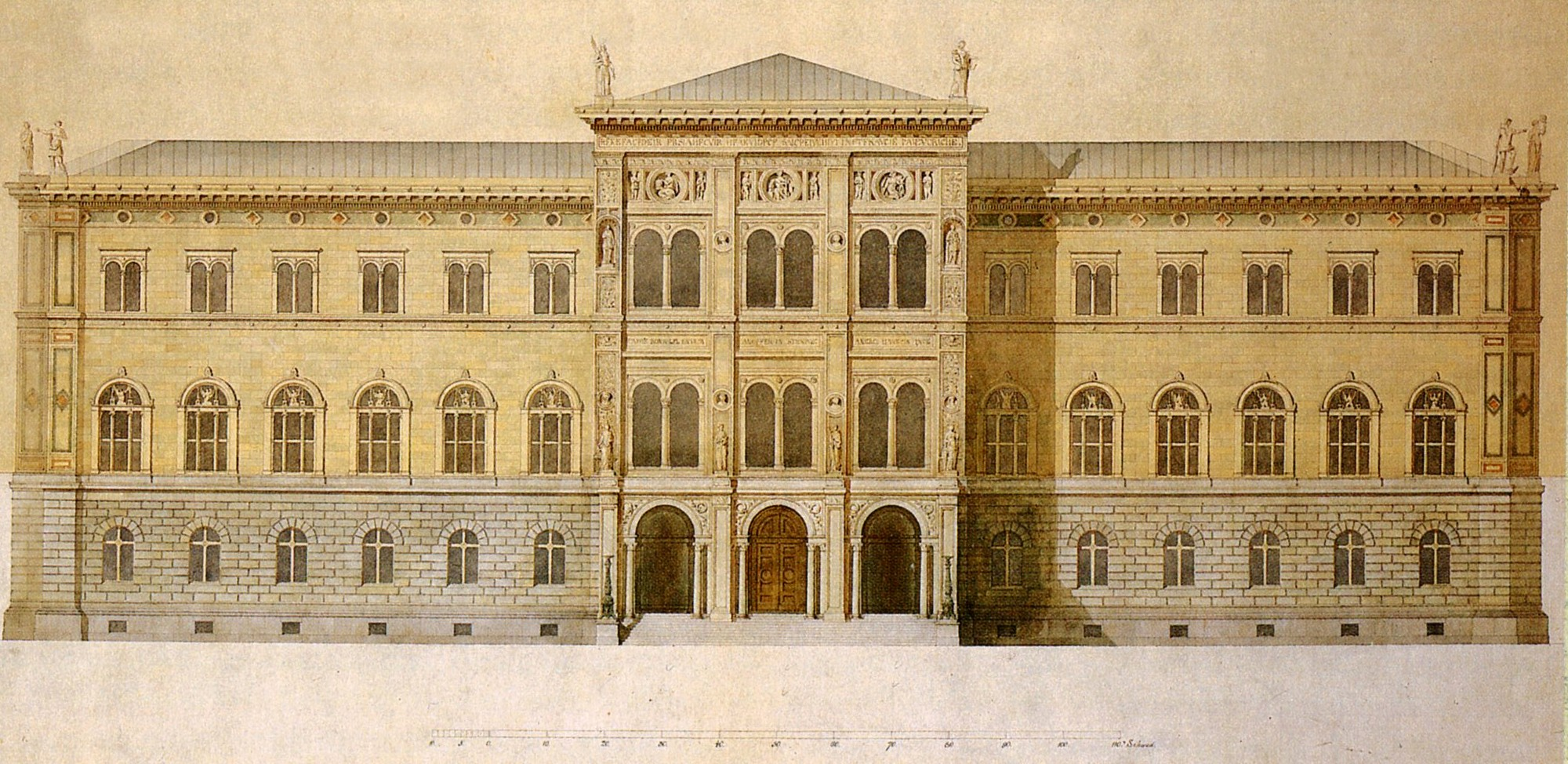
Den tyske arkitekten Friedrich August Stülers förslag till Nationalmuseums byggnad i Stockholm och som lades fram då Mikael Gustaf Anckarsvärd var överintendent vid Konstakademien.

År 1843 blev Mikael Gustaf Anckarsvärd hedersledamot av Konstakademien. Den 20 juni 1844 utnämndes Anckarsvärd till överintendent och ordförande, så kallad preses, i Kungliga Akademien för de fria konsterna, det var samma år som kung Oscar I hade stigit upp på tronen. I sin person förenade därmed Anckarsvärd uppdragen som ordförande i konstföreningen, preses i Konstakademien och chef för Kongl. Museum. Kongl. Museum hade skapats som ett äreminne över Gustav III, samlingarnas stolthet var antiksamlingen. Gustav III:s antikmuseum, som är Sveriges äldsta konstmuseum, öppnades 1794 i en av slottsflyglarna på Stockholms slott som ett offentligt äreminne över det skydd Gustav III lämnat alla grenar av de fria konsterna. Då Anckarsvärd utnämnts till överintendent 1844 uppstod en situation som skulle möjliggöra radikal förnyelse vad gällde museifrågan när det gällde tanken på ett nytt nationellt konstmuseum, ett "National-Museum för de fria Konsterna", det vill säga anskaffandet av en ny lokal till målningssamlingen. Under 1800-talet tillhörde Anckarsvärd just den intressanta grupp av konstutövande militärer som spelade så stor roll i det svenska konstlivet. Teckningsundervisningen för militärer var betydligt bättre organiserad än Konstakademiens. Det var framför allt landskap och topografi man lärde sig, av naturliga skäl.
Konglig Museum hade öppnat 1794 i norra logårdsflygeln på Stockholms slott. Vid denna tid på 1800-talet ansågs det ovärdigt att konstsamlingen i det överfulla Tavelmuseum hade spridits på andra håll på Stockholms slott och på andra slott och därför inte kunde visas samlat på ett ställe i rymliga lokaler. Därför beslutades 1844 att en ny Nationalmuseibyggnad på Blasieholmen skulle uppföras och dit kunde Konglig Museets samlingar överföras 1866. Då hade Kungliga biblioteket sina lokaler i Biblioteksflygeln i våningen ovanför de båda gallerierna och biblioteket fick då ta över de tidigare museilokalerna. Där var Kungliga biblioteket inrymt till dess en ny biblioteksbyggnad i Humlegården stod färdig 1877.
Som överintendent var en av Anckarsvärds första åtgärder att beordra en ny inventering av samlingarna. Den senaste inventeringen hade ägt rum 1816. Resultatet av inventeringen redovisade Anckarsvärd i museets första årsberättelse som den 25 februari 1845 avgavs till Kongl. Maj:t och den redovisade verksamheten under 1844.
Anckarsvärd var överintendent fram till och med 1858. Då fick Mikael Gustaf Anckarsvärd "förnyade statuter och ny anordning af sitt läroverk och sin förvaltning".
Från 1844 var Axel Nyström Konstakademiens mäktige sekreterare. Nyström, som var vän med Anckarsvärd, bytte år 1848 ut sin professur vid Konstakademien mot en intendentsbefattning vid Överintendentsämbetet, där han avgick 1862. Han karaktäriserade Anckarsvärd i följande ordalag: "Till sin karaktär god, redbar och rättskaffens, medförde han från sin hovtjänst ett bildat och förbindligt väsen samt från militärståndet, ordningssinne, punktlighet och energi. Han var intimt lierad med de utmärktaste konstnärerna och av dem uppriktigt avhållen … Han blev i själva verkat en chef med de förträffligaste egenskaper." Arkitekten Albert Törnqvist, som var en annan samtida, skriver om Anckarsvärd i ett brev till Bengt Erland Fogelberg 1853: "Hans syftemål är att så mycket som möjligt jämna och förena förhållandena samt sprida enighet och arbetsförtjänst inom konstlivet." Anckarsvärd blev en outtröttlig hjälpare för såväl äldre som yngre konstnärer, då det gällde avsättning av deras arbeten. Fredrik Wilhelm Scholander yttrar, att han var en av konstnärernas ivrige "talman hos konungen och de förnäma, vilkas krets han genom börd och samhällsställning tillhörde, och landets fader förklarade sin kassa alltid öppen för artisternas målsman". Mikael Gustaf Anckarsvärd ådrog sig under en inspektionsresa en ögonsjukdom, som övergick i fullständig blindhet. Han lämnade då sina befattningar (1858).

## Tanken på ett nationellt konstmuseum

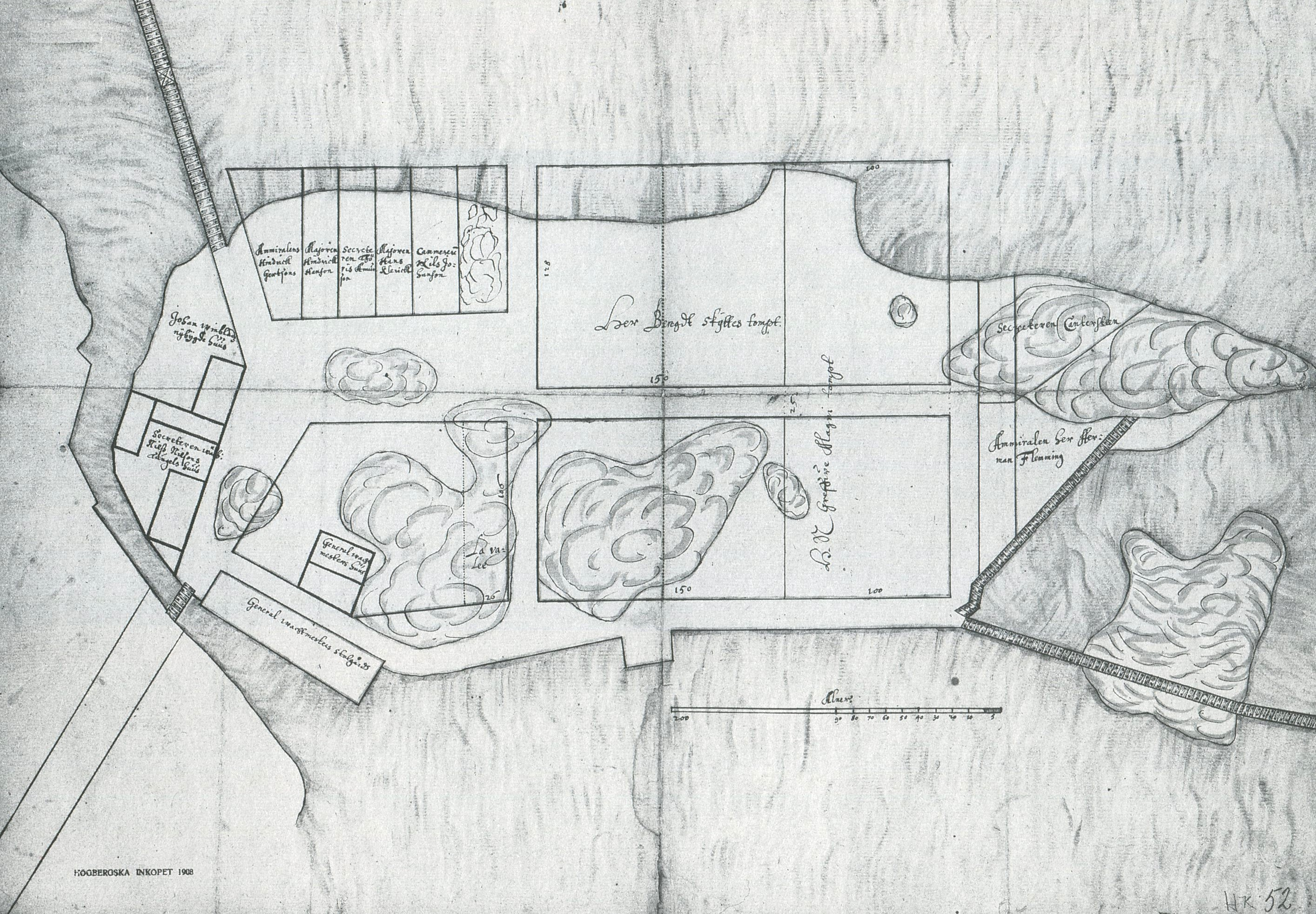
Blasieholmen och Kyrkholmen till höger, omkring 1650. Kartan troligen upprättad av Anders Torstensson.

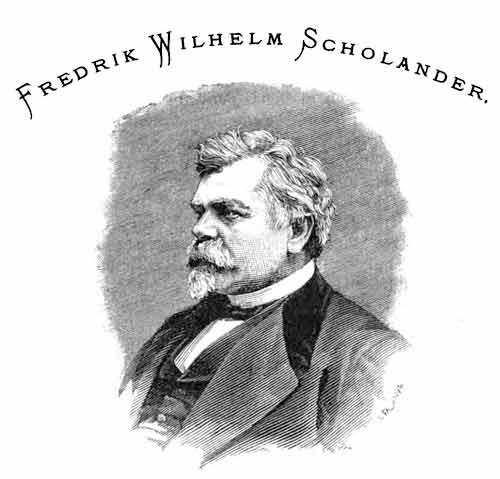
Arkitekten Fredrik Wilhelm Scholander, träsnitt i Svea kalender 1882.

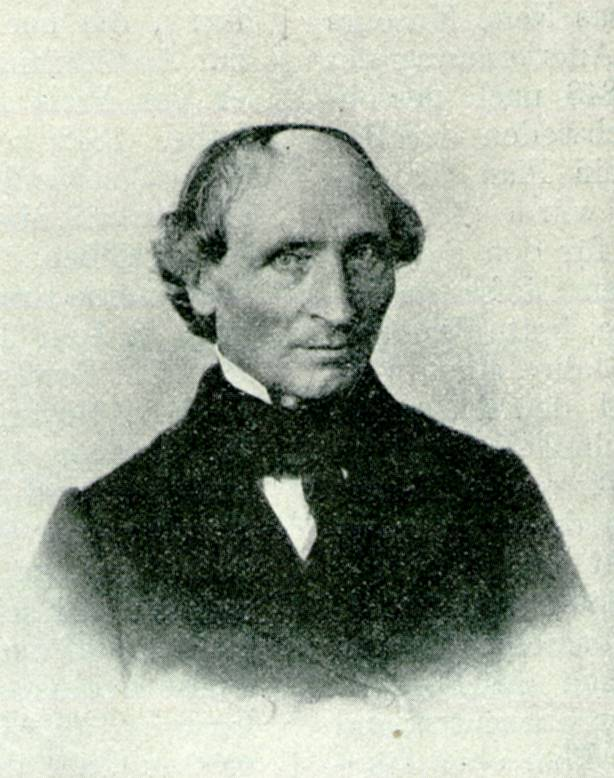
Arkitekt Friedrich August Stüler, 1863.

Den uppgift som främst väntade Anckarsvärd som överintendent var uppförandet av ett nytt nationellt konstmuseum, ett "nationalmuseum i Stockholm". Flera gånger hade önskvärdheten av en byggnad, som skulle rymma statens konst- och fornsamlingar blivit uttalad. Anckarsvärd väckte nu ett förslag om uppförandet av en sådan byggnad. I maj 1845 anslog riksdagen med knapp majoritet för ändamålet 750,000 rdr rmt (riksdaler riksmynt), och överintendentsämbetet fick i uppdrag att göra upp ritningar. För museets behov erbjöd staden marken vid Kyrkholmen, en liten kobbe mellan Skeppsholmen och Blasieholmen, på vilken flottan hade haft sin kyrka. Erbjudandet av den attraktiva tomten på Kyrkholmen utanför östra delen av Blasieholmen blev avgörande, och i mars 1846 kunde Kungl. Maj:t fatta beslut och en byggnadskommitté med Mikael Gustaf Anckarsvärd som ordförande tillsättas. 1846 upplät Stockholms stad marken för byggandet av Nationalmuseum och byggnadschefen Johan af Kleen fyllde igen kanalen mellan Kyrkholmen och Blasieholmen utan tillstånd. Kyrkholmen är idag en del av Blasieholmen. Efter färdigställandet av Nationalmuseum anlades Museiparken i mitten på 1860-talet.
För att utföra definitiva ritningar kallades arkitekten Fredrik Wilhelm Scholander kallades hem, och ritningarna vad gällde byggnadens "såväl blivande läge som planläggning" godkändes av Kungl. Maj:t. Snart nog visade det sig emellertid att programmet var omöjligt att genomföra, fordringarna på byggnadens utrymme var alltför stora och anslagssumman för liten för ändamålet. Enligt konsthistorikern Georg Nordensvan var företaget lättsinnigt startat och utlöpte i ett för dess upphovsmän förödmjukande fiasko, de uppgjorda ritningarna kasserades. Så kritiken lät inte vänta på sig. Man inhämtade utländsk expertis. Utförandet av museibygget anförtroddes istället åt en tysk arkitekt, Friedrich August Stüler i Berlin. Han hade bland annat ritat Neues Museum i Berlin och som byggdes 1843–1855. Nationalmuseums byggnad i Stockholm utfördes efter hans, på beställning, utförda ritningar 1850-1863. Att Stüler fick uppdraget innebar naturligtvis ett kännbart nederlag för Mikael Gustaf Anckarsvärd, Axel Nyström och deras skyddsling Fredrik Wilhelm Scholander, men var givetvis till fördel för saken. Projektet med ett nytt Konglig Museum i Stockholm var ett av tidens största och påkostade byggnadsarbeten, som skulle ta tolv år att färdigställa och ytterligare tre år för att fullborda de invändiga arbetena. För den byggnadens utformning svarade den tyske arkitekten Friedrich August Stüler och för den invändiga gestaltningen stod en svenske arkitekten Fredrik Wilhelm Scholander. Scholander var arbetschef vid Nationalmuseum från 1864 till 1866. Nationalmuseum invigdes med den "Skandinaviska konstutställningen" den 15 juni 1866 av kronprins Oscar och drottning Lovisa, eftersom kungen Karl XV var sjuk vid tillfället. Samtidigt öppnades även Stockholmsutställningen 1866, som ägde rum i Kungsträdgården och hade "Skandinavisk industri" som tema. Men museets historia går, som ovan nämnts, tillbaka till 28 juni 1792 då Konglig Museum instiftades.
Den verksamhet som Anckarsvärd utövade som överintendent blev av stor betydelse. Som överintendent var han även preses i Konstakademien och chef för Konglig Museum.

## Överintendentsämbetet

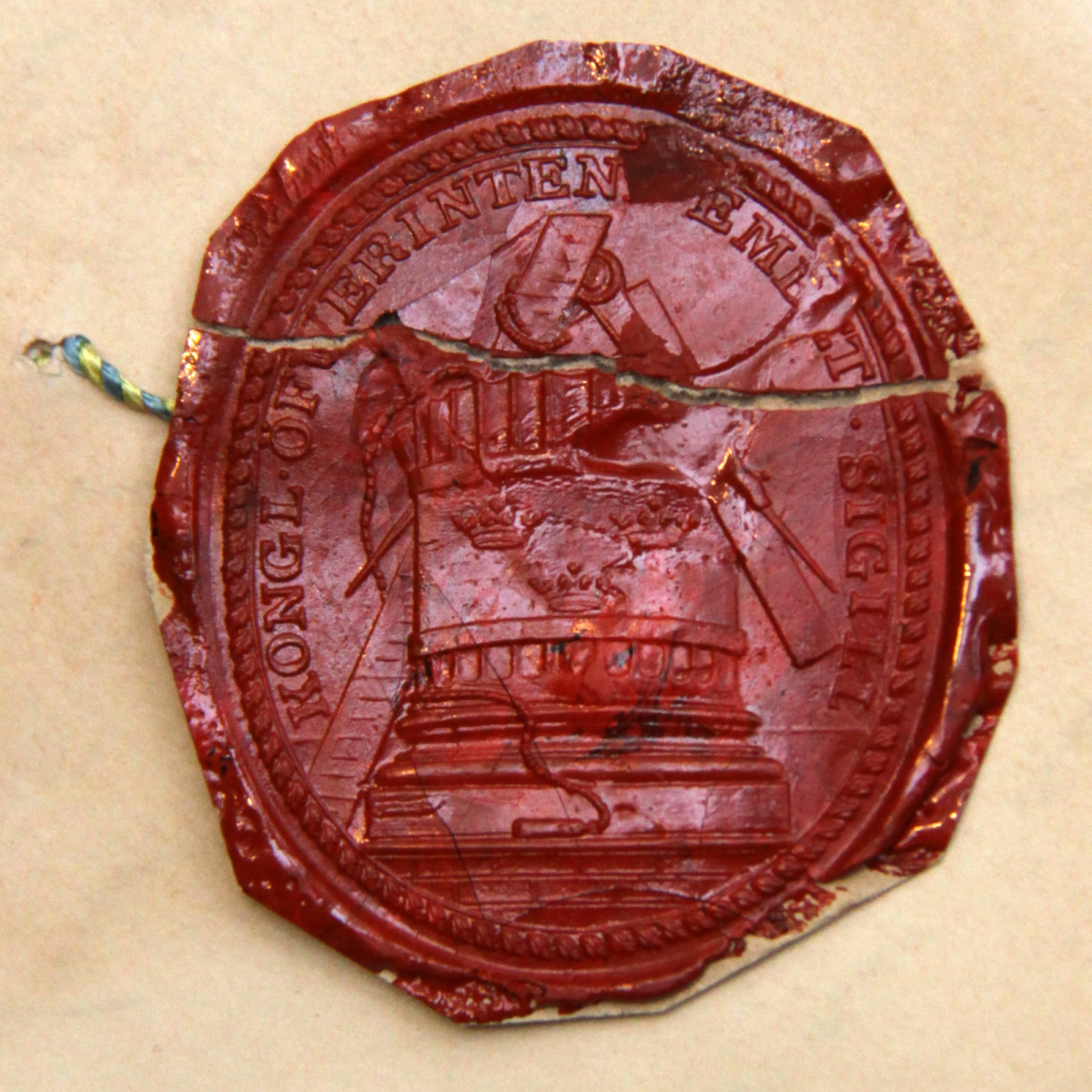
Överintendentsämbetets sigills avtryck i vax.

År 1846 fick Konstakademien nya stadgar och 1849 genomfördes i akademiens skolor en länge efterlängtad reform. Den nye chefen Anckarsvärd införde ordning och reda både inom museet och inom Överintendentsämbetet, där han var överintendent åren 1844–1858. Överintendentsämbetet var ett statligt ämbetsverk som var verksamt inom administrationen av statens byggnader. Georg Nordensvan säger att han var en skicklig administratör, driftig och kraftfull, men i sitt uppträdande var han alltid "moderat och douce" och med "en ovanlig förmåga att sätta rätta mannen bland sina underordnade på rätta platsen" Överintendentämbetets sigills avtryck i vax. Kännetecknen för ämbetet är kolonnbasen, vinkelhaken, linjalen, passaren och lodet.

Ackarsvärds medarbetare som överintendent
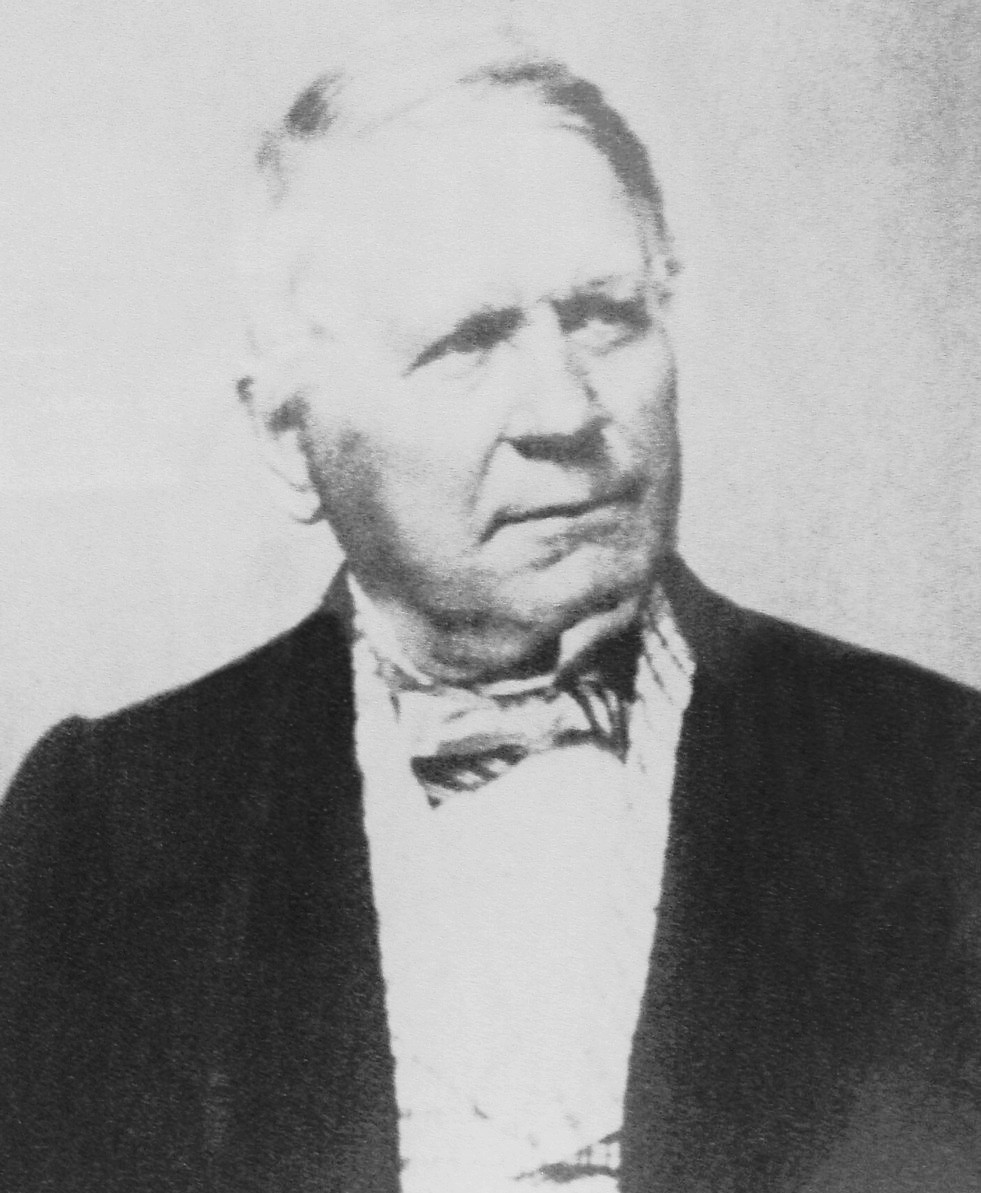
Axel Nyström, arkitekt, sekreterare vid Konstakademien och Stadsarkitekt i Stockholm.
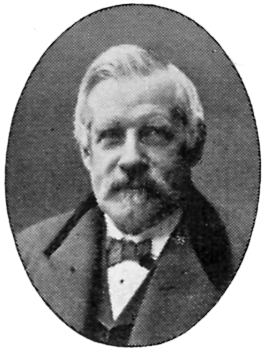
Albert Törnqvist, arkitekt, vice professor och ledamot av Konstakademien.
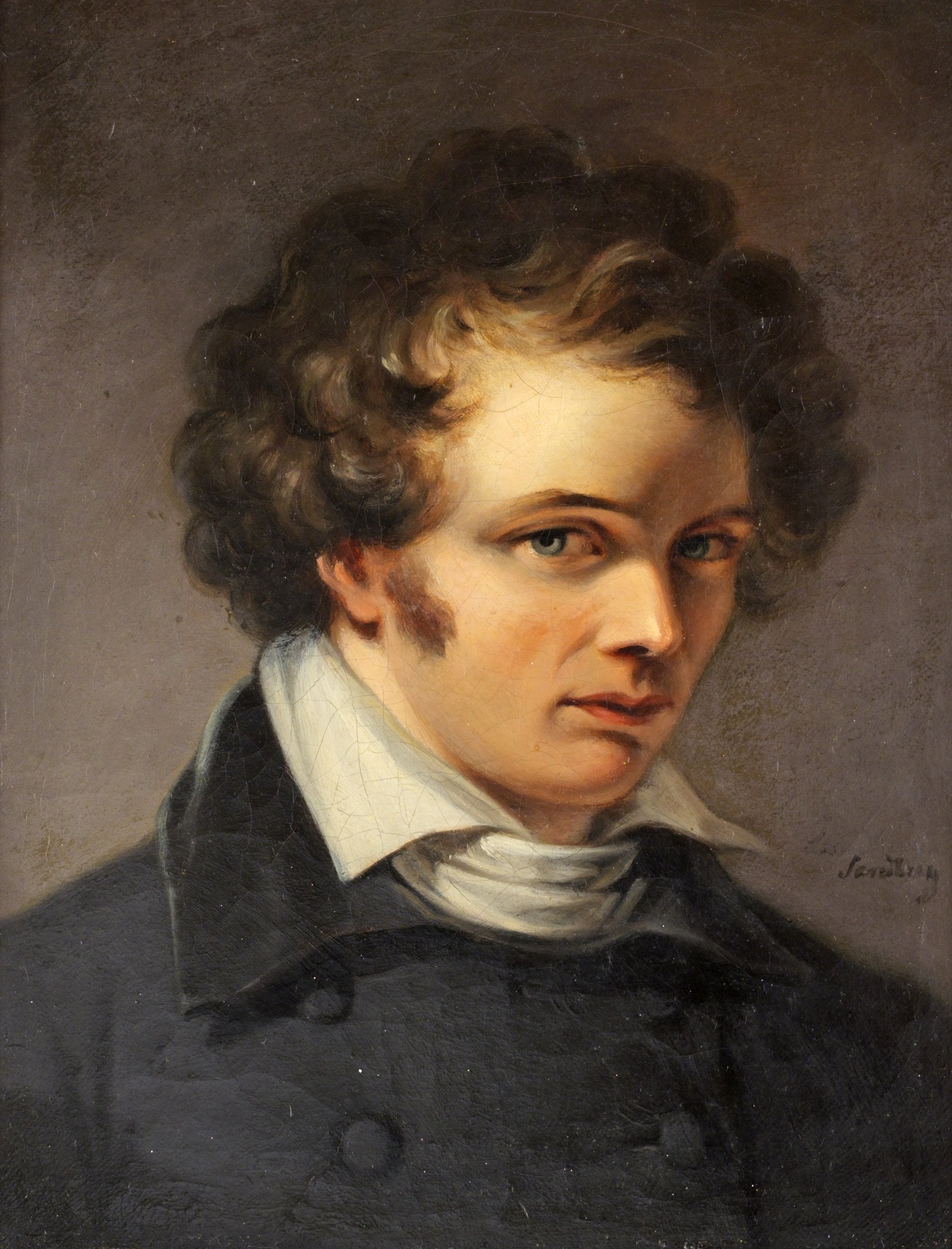
Bengt Erland Fogelberg, skulptör, ledamot av Konstakademien och agré. Porträtt av Johan Gustaf Sandberg.
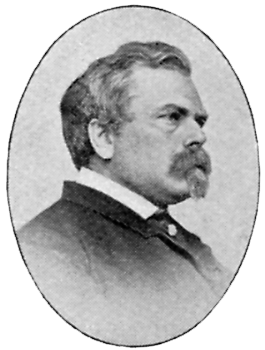
Fredrik Wilhelm Scholander, arkitekt, ledamot av Konstakademien

## Brevsamling

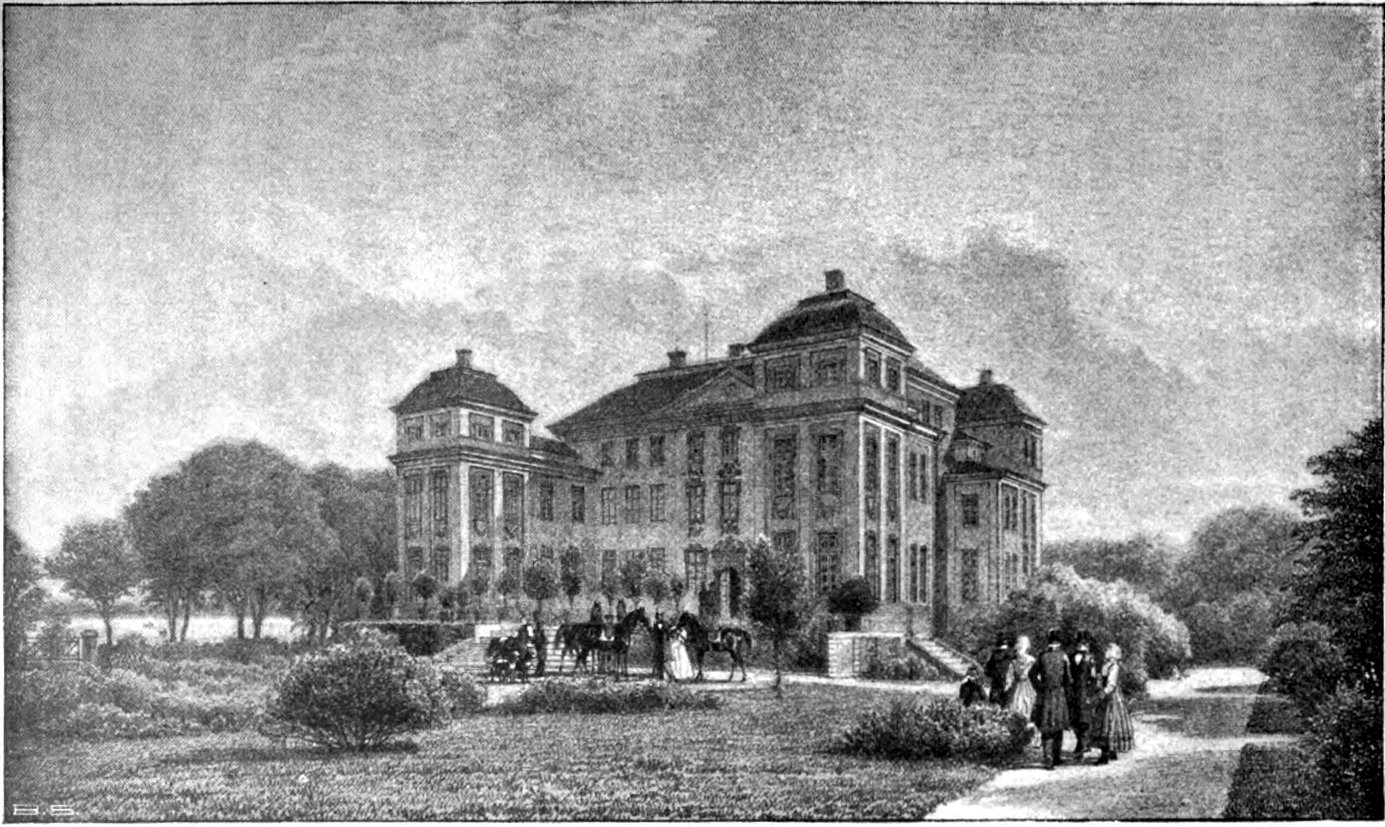
"Eriksberg" efter en teckning av Ferdinand Richardt, först publicerad i "Herregårdar uti Södermanland." Stockholm Albert Bonniers förlag 1869. Här från "Nils Holgerssons underbara resa genom Sverige" av Selma Lagerlöf.

År 1879 överlämnades Mikael Gustaf Anckarsvärds brevsamling till Konstakademiens arkiv. Samlingen består av 169 brev från konstnärer, många av stort intresse och värde. Ett antal brev som fanns förvarade bland släktpapperen på Eriksberg från Mikael Gustaf Anckarsvärd till föräldrarna och brodern Carl Henrik Anckarsvärd finns på Eriksbergs slott utanför Katrineholm, ett gods inom släkten Bonde. Brev från Anckarsvärd till excellensen, en av rikets herrar, Carl Göran Bonde är publicerade i Personhistorisk tidskrift 1917. Carl Henrik Anckarsvärd var en medelpunkt inom de oppositionella kretsarna. Breven belyser stämningarna på 1820- och 1830-talen och de är värda beaktande såsom bidrag från denna tid.
Konstakademien äger en byst i marmor föreställande Mikael Gustaf Anckarsvärd utförd av skulptören Bengt Erland Fogelberg (1821) och ett porträtt i olja utfört 1850 av konstnären Johan Per Södermark (1822–1889). Johan Per Södermark var son till konstnären Olof Johan Södermark (1790–1848), som tjugo år tidigare, år 1830, utförde en porträttmålning i olja av Anckarsvärd (se bilden ovan), nu på Bystads herrgård. Bystad är berömt för en innehållsrik porträttsamling. Landets storheter på alla områden lät avbilda sig av Olof Johan Södermark. Liksom Anckarsvärd själv var även Olof Johan Södermark militär, som specialiserade sig på kartografi, läran om att framställa kartor, innan han år 1829 slog han igenom som porträttmålare.  Enligt Carl G. Laurin sökte "alla högt uppsatta män" nu att bli avmålade av Södermark, som på en gång träffade likheten och återgav sina porträtt en förnäm och ädel hållning. Ackarsvärd finns representerad vid Nationalmuseum i Stockholm Uppsala universitetsbibliotek och Kalmar konstmuseum.